# Quaesitosaurus
Quaesitosaurus orientalis
Genre
Espèce
Quaesitosaurus (signifiant « lézard extraordinaire ») est un genre éteint de dinosaures titanosaures du Crétacé supérieur retrouvé dans la formation géologique de Barun Goyot (dans des strates datant du Maastrichtien basal), près de Shar Tsav, en Mongolie.
L'espèce type et seule espèce connue, Quaesitosaurus orientalis, a été décrite par Sergei Kurzanov et A. Bannikov en 1983, à partir d'un fossile partiel de crâne.
Il est possible que Nemegtosaurus, également connu par une partie de crâne, soit très proche de Quaesitosaurus, voire qu'il s'agisse d'une espèce du même genre biologique.

## Publication originale
- (ru + en) S. M. Kurzanov et A. F. Bannikov, « A new sauropod from the Upper Cretaceous of Mongolia », Paleontological Journal, Nauka et Springer Science+Business Media, vol. 17, no 2,‎ janvier 1983, p. 91-97 (ISSN 0031-0301 et 1555-6174, OCLC 1639478, lire en ligne).